# Синявинская птицефабрика
Синя́винская птицефа́брика — крупнейший производитель яиц на Северо-Западе России, занимает более трети рынка куриного яйца в Санкт-Петербурге и Ленинградской области. Расположена в посёлке городского типа Приладожский Ленинградской области. Объём валового производства — 1,3 млрд яиц в год (2018). Юрлицо — акционерное общество «Птицефабрика Синявинская имени 60-летия Союза ССР».
Строительство первой очереди комплекса фабрики велось в 1976—1978 годы в посёлке Приладожский, название было дано по соседнему посёлку Синявино. В начале 2011 года снесены девятиэтажные птичники, взамен построено 18 птичников промпроизводства, 12 птичников молодняка, реконструирована инфраструктура.

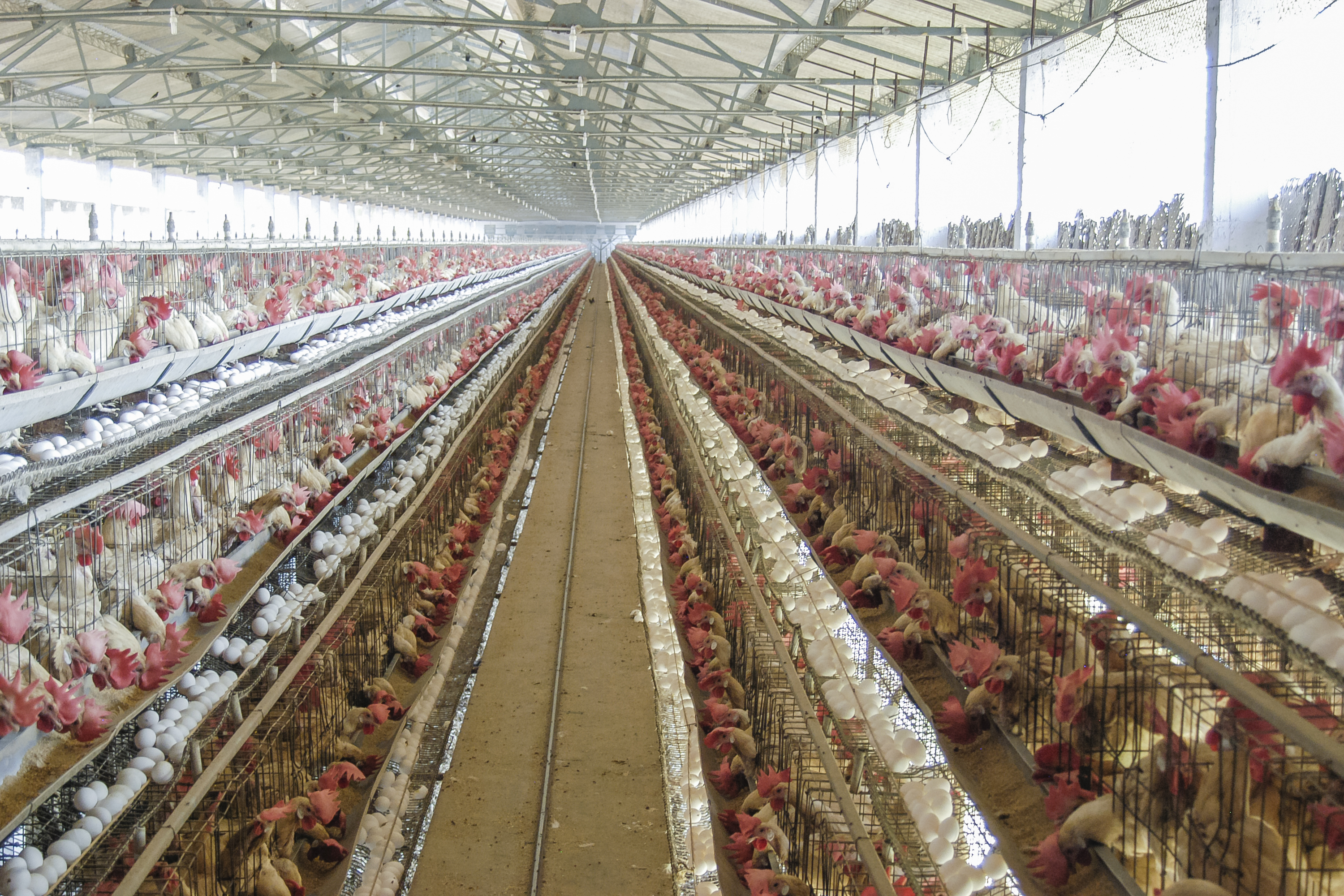

Основной владелец с 2006 года (наряду с Волховским комбикормовым заводом — ключевым поставщиком фабрики) — Никита Мельников, в 2016 году продал оба предприятия компании «Русгрэйн». В 2017 году разрешение от ФАС на приобретение фабрики получил Сбербанк.